# Targua Ntouchka
Targua Ntouchka  (in arabo تاركة نتوشكا‎?) è un centro abitato e comune rurale del Marocco situato nella provincia di Chtouka-Aït Baha, regione di Souss-Massa. Conta una popolazione di 4 877 abitanti (censimento 2014).